# Grone
Grone är en ort och kommun i provinsen Bergamo i regionen Lombardiet i Italien. Kommunen hade 912 invånare (2018).